# Simon Cowell (ambientalista)
Simon Maxwell Cowell (Epsom, 19 aprile 1952 – Leatherhead, 9 giugno 2024) è stato un ambientalista e conduttore televisivo britannico, membro dell'Ordine dell'Impero Britannico, noto per la serie di documentari Wildlife SOS, trasmessa su Animal Planet dal 1996 al 2014. Fu il fondatore della  Wildlife Aid Foundation, originariamente chiamata Wildlife Aid, un'organizzazione non a scopo di lucro dedita al "salvataggio, riabilitazione e rilascio della fauna selvatica britannica".

## Biografia
Da bambino Cowell soffriva di balbuzie e amava cantare. Frequentò il collegio City of London Freemen's School, e partecipò a varie esibizioni canore e musical scolastici.
Cowell conseguì un dottorato di ricerca in Biologia presso il Jesus College di Cambridge e lavorò come commodity trader negli anni '80. Ebbe due figlie. Cowell e la sua ex moglie Jill co-fondarono il centro di salvataggio e riabilitazione degli animali selvatici Wildlife Aid Foundation nel 1983, diversi anni dopo aver istituito un rifugio per la fauna selvatica sul terreno della loro abitazione. Le attività dell'organizzazione furono anche protagoniste della serie Wildlife SOS e successivamente di una webserie pubblicata su Youtube.
Cowell subì un esaurimento nervoso nel 1994, in seguito al quale decise di dedicarsi a tempo pieno al suo ente di beneficenza. Come parte dei suoi sforzi come ambientalista e attivista per i diritti degli animali, condusse una campagna per PETA. Cowell fu descritto come un "personaggio schietto e spiritoso", "non contrario" al turpiloquio; Ricky Gervais una volta lo definì un "David Attenborough con la Tourette". Nel 2006 fu insignito del prestigioso riconoscimento di membro dell'Ordine dell'Impero Britannico per i suoi "servizi alla fauna selvatica". Cowell inoltre pubblicò una biografia intitolata My Wild Life: The Story of a Most Unlikely Animal Rescuer nel 2016.
Visse a Leatherhead, nel Surrey, gestendo la Wildlife Aid Foundation dalla sua abitazione.
Sul finire di giugno 2022 gli fu diagnosticata una forma aggressiva di cancro al polmone in fase terminale. La notizia fu resa nota tramite la sua fondazione e il 15 luglio dello stesso anno fu lanciata una campagna di donazioni per il mantenimento della fondazione, intitolata "L'ultimo desiderio di Simon" (Simon's Last Wish).